# Euxoa atropulverea
Euxoa atropulverea là một loài bướm đêm trong họ Noctuidae.